# Székely Lili
Székely Lili (Budapest, 1919 – Isztambul 1991) színésznő, zenész, pedagógus.

## Élete
Szülei Székely Marcell építész és Wechsler Mária, bátyjai Székely István rendező és Székely László (dalszövegíró Párizsban) voltak. A család a Király utca 108. sz. alatti, édesapja által tervezett házban lakott.
1933-ban Bárdos Artúr színitanodájában tánc- és szavalóművészetet tanult. Később egy darabig balett-tanárként is működött. Az MTK-ban teniszezett, és még korcsolyabajnokságot is nyert.
Törökországban Ferdi von Statzer (1906–1974), bécsi születésű magyar zenész második felesége lett 1952-ben. Székely a “Pogány” női együttessel turnézott Törökországban, hegedűsként. Férje Isztambulban az állami konzervatórium zongoratanára lett, egy egész generáció híres zongorista került ki tanítványai közül. (Első felesége, Beddia Muvahhit, korának leghíresebb török színésznője volt.) 
Férje 1974. június 17-én Budapesten halt meg szívrohamban, amikor felesége szülővárosát felkeresték.

## Filmszerepei
- Lila akác (1934) – táncosnő
- Bál a Savoyban (1934)